# Bembidion provanum
Bembidion provanum är en skalbaggsart som beskrevs av Thomas Casey. Bembidion provanum ingår i släktet Bembidion och familjen jordlöpare. Inga underarter finns listade i Catalogue of Life.